# Blomsterfesten i täppan
Blomsterfesten i täppan är en barnbok, skriven och illustrerad av Elsa Beskow. Boken kom ut första gången 1914 och finns i en utgåva från Bonnier Carlsen Bokförlag 2003. Boken handlar om hur blommorna kommer till liv på midsommar och ordnar en fest med sångtävling.

## Innehåll
Boken inleds med att flickan Lisa är ensam hemma på midsommarafton men möter en fe som droppar vallmosaft på hennes ögon så att hon ska kunna se hur blommorna rör sig. Elsa Beskow har mycket noggrant anpassat de levande blommornas kläder och attribut efter riktiga växters egenskaper. Ogräsen är barfota men krukväxterna kommer gående i högklackade skor.
"Blomsterfesten" har en skildring av 1800-talets klassamhälle då det uppstår bråk när ogräsen försöker bryta sig in genom grinden för att vara med på festen, men sedan går med på att sitta utanför täppan, på dikeskanten, och lyssna snällt. Som i flera av Beskows böcker finns också ett inslag av aga, då fru nässla ska ta hand om en kardborrpojke "och ge honom en duktig bastonad".
Sångartävlingen utgörs av inslagen:
- Lilla käringtands bekymmer
- Fru Pensé och flickorna styvmorsblom
- Fru Kastanjeblom och hennes söner
- Lilla fru Bondböna
- Pyrola
- Ogräsets sång
- Grodans sång